# Rattus nitidus
Rattus nitidus is een rat die voorkomt in Zuidoost-Azië. Zijn oorspronkelijke verspreiding omvatte waarschijnlijk oostelijk Nepal tot zuidoostelijk China en zuidelijk Vietnam, maar hij is ingevoerd in Midden-Sulawesi, de provincie Benguet op Luzon, op Seram, op Palau en in de Vogelkop op Nieuw-Guinea. Er zijn over het algemeen niet veel exemplaren bekend. Op Sulawesi leeft hij in hoge valleien in de buurt van huizen; hij komt nooit voor in natuurlijk bos. Een lokale vorm, subditivus Miller & Hollister, 1921, werd oorspronkelijk een verwant van Rattus hoffmanni gezien. Ook andere exemplaren van beide soorten zijn verkeerd geïdentificeerd.
Deze soort is ongeveer zo groot als de zwarte rat. De rug is donkerbruin tot grijs en de buik is grijs. De vacht is kort, dik en zacht. De staartlengte is ongeveer even groot als de kop-romplengte. De bovenkant van de voeten is wit. Vrouwtjes hebben 1+2+1+2=12 mammae.
Aziatische zwarte rat (Rattus tanezumi)
· Bruine rat (Rattus norvegicus)
· Engganorat (Rattus enganus)
· Nillubergrat (Rattus montanus)
· Polynesische rat (Rattus exulans)
· Rattus adustus
· Rattus andamanensis
· Rattus arfakiensis
· Rattus argentiventer
· Rattus arrogans
· Rattus baluensis
· Rattus blangorum
· Rattus bontanus
· Rattus burrus
· Rattus ceramicus
· Rattus colletti
· Rattus detentus
· Rattus elaphinus
· Rattus everetti
· Rattus facetus
· Rattus feileri
· Rattus feliceus
· Rattus fuscipes
· Rattus giluwensis
· Rattus hainaldi
· Rattus halmaheraensis
· Rattus hoffmanni
· Rattus hoogerwerfi
· Rattus jobiensis
· Rattus koopmani
· Rattus korinchi
· Rattus leucopus
· Rattus losea
· Rattus lugens
· Rattus lutreolus
· Rattus macleari
· Rattus marmosurus
· Rattus mindorensis
· Rattus mollicomulus
· Rattus mordax
· Rattus morotaiensis
· Rattus nativitatis
· Rattus nikenii
· Rattus niobe
· Rattus nitidus
· Rattus novaeguineae
· Rattus ombirah
· Rattus omichlodes
· Rattus osgoodi
· Rattus palmarum
· Rattus pelurus
· Rattus pococki
· Rattus praetor
· Rattus pyctoris
· Rattus ranjiniae
· Rattus richardsoni
· Rattus sakeratensis
· Rattus salocco
· Rattus sanila
· Rattus satarae
· Rattus simalurensis
· Rattus sordidus
· Rattus steini
· Rattus stoicus
· Rattus taliabuensis
· Rattus tawitawiensis
· Rattus timorensis
· Rattus tiomanicus
· Rattus tunneyi
· Rattus vandeuseni
· Rattus verecundus
· Rattus villosissimus
· Rattus xanthurus
· Zwarte rat (Rattus rattus)